# Zinowiewia sulphurea
Zinowiewia sulphurea är en benvedsväxtart som beskrevs av Lundell. Zinowiewia sulphurea ingår i släktet Zinowiewia och familjen Celastraceae. Inga underarter finns listade.